# Wolfgangsee
Le lac de Wolfgang ou Wolfgangsee est un lac situé en Autriche, dans la région de montagnes du Salzkammergut, dans le land de Salzbourg pour la partie bordée par les communes de Strobl, Sankt Gilgen, Abersee et Ried, et dans le land de Haute-Autriche pour la partie bordée par Sankt Wolfgang. 
Le lac se nomme Abersee (Abriani lacus) pour sa partie méridionale, située dans le land de Salzbourg.
Le Wolfgangsee est situé à 538 m d'altitude avec une superficie de 13 km2. Sa profondeur moyenne est de 52 m avec une profondeur maximale de 114 m. Il fait 11,5 km de long pour une largeur comprise entre 200 m et 2 km.
Il est connu pour abriter sur ses berges la célèbre auberge du cheval blanc (Weissen Rössl) qui a inspiré Ralph Benatzky pour son opérette du même nom.

Panorama du Wolfgangsee.